# آرثر ديلاني (سياسي)
آرثر ديلاني هو محامي وقاضي وسياسي أمريكي، ولد في 10 يناير 1841 في قلعة تيكونديروجا في الولايات المتحدة، وتوفي في 21 يناير 1905. انتخب عضو جمعية ولاية ويسكونسن ‏.